# 셜리 매클레인
셜리 매클레인 비티(영어: Shirley MacLaine Beaty, 1934년 4월 24일 ~ )는 미국의 배우로 워런 비티의 누나이다. 발레를 전공했으며 1955년 히치콕 감독의 영화 《해리의 소동》으로 데뷔했다. 1983년 《애정의 조건》으로 아카데미상 여우주연상을 수상했다. 베네치아 국제 영화제와 베를린 국제 영화제에서도 여우주연상을  수상했다. 

## 주요 출연작
- 해리의 수난 The Trouble With Harry(1955)
- 80일간의 세계일주 Around the World in Eighty Days(1956)
- 아파트 열쇠를 빌려드립니다 The Apartment(1960)
- 캉캉 Can-Can(1960)
- 아이들의 시간 The Children's Hour(1961)
- 당신에게 오늘 밤을 Irma la Douce|Irma la Douce(1963)
- 노란 롤스 로이스 The Yellow Rolls-Royce(1964)
- 갬빗 Gambit(1966)
- 스위트 샤러티 Sweet Charity(1968)
- 터닝 포인트 The Turning Point(1977)
- 애정의 조건 Terms of Endearment(1983)
- 철목련 Steel Magnolias(1989)
- 셀룰로이드 클로지트 The Celluloid Closet (1995)
- 사랑이라면 이들처럼 Mrs. Winterbourne (1996)
- 애정의 조건2 The Evening Star(1996)
- 그녀는 요술쟁이 Bewitched (2005)
- 당신이 그녀라면 In Her Shoes （2005）
- 그녀가 모르는 그녀에 관한 소문 Rumor has it…(2005)
- 클로징 더 링 Closing the Ring (2007)
- 코코 샤넬 Coco Chanel (2009)
- 발렌타인 데이 Valentine's Day (2010) - 에스텔 역
- 내가 죽기 전에 가장 듣고 싶은 말 The Last Word (2017)
- 노엘 Noelle (2019) - 엘프 폴리 역

## 수상 경력
- 1956년 제13회 골든글로브시상식 신인여우상
- 1959년 제9회 베를린국제영화제 은곰부문 여자연기자상
- 1960년 제13회 영국아카데미시상식 외국부문 여우주연상
- 1960년 제17회 베니스국제영화제 볼피컵 여우주연상
- 1960년 로렐상 황금로렐상
- 1961년 제18회 골든글로브시상식 뮤지컬/코미디부문 여우주연상
- 1961년 제14회 영국아카데미시상식 외국부문 여우주연상
- 1961년 로렐상 황금로렐상
- 1962년 로렐상 황금로렐상
- 1963년 헤이스티 푸딩 극단 올해의 여성상
- 1964년 제21회 골든글로브시상식 뮤지컬/코미디부문 여우주연상
- 1964년 로렐상 황금로렐상
- 1964년 데이비드 디 도나텔로 어워즈 외국부문 여우주연상
- 1972년 제22회 베를린국제영화제 은곰부문 여자연기자상
- 1983년 데이비드 디 도나텔로 어워즈 외국부문 여우주연상
- 1983년 제48회 뉴욕비평가협회상 여우주연상
- 1984년 제55회 미국비평가협회상 여우주연상
- 1984년 제41회 골든글로브시상식 드라마부문 여우주연상
- 1984년 제9회 LA비평가협회상 여우주연상
- 1984년 제56회 아카데미시상식 여우주연상
- 1985년 케이블 에이스상 뮤지컬 작가상
- 1988년 제45회 베니스국제영화제 볼피컵 여우주연상
- 1989년 제46회 골든글로브시상식 드라마부문 여우주연상
- 1993년 아메리칸 코미디 어워드 코미디부문 평생공로상
- 1998년 제55회 골든글로브시상식 평생공로상
- 1999년 제49회 베를린국제영화제 명예금곰상
- 2000년 덴버국제영화제 공로상
- 2005년 시카고국제영화제 공로상
- 2006년 팜스프링스국제영화제 평생공로상
- 2012년 제40회 미국영화연구소 평생공로상
- 2013년 제36회 미국케네디센터상